# Penumbra: Czarna plaga
Penumbra: Czarna plaga (ang. Penumbra: Black Plague) – komputerowa gra przygodowa z elementami survival horroru stworzona przez Frictional Games i wydana 12 lutego 2008 roku, drugi epizod serii Penumbra. Kontynuuje fabułę poprzedniego epizodu, Przebudzenia, i ukazuje losy Philipa, który wydostaje się z opuszczonej kopalni i dociera do podziemnego kompleksu badawczego. Czarna plaga zyskała głównie pozytywne recenzje. Pomimo że miała być ostatnią częścią serii, w tym samym roku wydany do niej został dodatek o nazwie Penumbra: Requiem.

## Fabuła
Na początku gry główny bohater jest zamknięty w zdewastowanym pomieszczeniu. Wydostaje się z niego i zaczyna eksplorować kompleks badawczy, który został opanowany przez niebezpieczne istoty przypominające zombie. Philip dowiaduje się, że są to zarażeni tajemniczym wirusem badacze. Kontynuuje badanie Schronu, aż w końcu za pomocą komputera komunikuje się z nim dr Amabel Swanson, która mówi mu, że objawami wirusa są halucynacje wzrokowe i słuchowe. Przerażony Philip odkrywa, że się zaraził, gdyż doświadcza niepokojących wizji oraz słyszy głos mężczyzny, który nazywa siebie Clarence. Bohater dociera do biblioteki, w której odkrywa ciało swego zmarłego niedawno ojca. Z jego listu dowiaduje się więcej na temat zarażonych, którzy zdają się tworzyć wspólną świadomość. Amabel mówi mu, że odkryła lekarstwo na wirusa. Philip próbuje się do niej dostać, jednak zamiast kobiety spotyka zainfekowanego, którego zabija. Okazuje się, że była to Amabel, a wirus wpłynął na jego zmysł wzroku. Dzięki notatkom pozostawionym przez panią doktor udaje mu się stworzyć lekarstwo. Kontaktuje się z nim istota z inuickiej mitologii o imieniu Tuurngait, która okazała się być źródłem wirusa i spowodowała przemianę naukowców. Tłumaczy mu, że nie chciała krzywdzić ludzi, lecz to oni zakłócili jej spokój. Tuurngait prosi bohatera o ochronę przed ludźmi, którzy będą chcieli go zniszczyć. Phillip wysyła e-maila do nieznanej osoby, w którym podaje współrzędne geograficzne kompleksu, a na końcu pisze „Zabij ich wszystkich”.

## Rozgrywka
Gra przedstawiona jest z perspektywy pierwszoosobowej. Bohater nie jest wyposażony w żadną broń, jednak rzadko napotyka przeciwników. Twórcy umożliwili graczowi manipulację przy przedmiotach, które można łapać – wysuwając szuflady, przesuwając obiekty czy rzucając nimi. Zostało to wykorzystane w rozgrywce praktycznie, np. kiedy gracz musi dostać się pod sufit może ustawić na sobie kilka skrzyni, także i rozwiązywanie zagadek występujących w grze wymaga przykładowo użycia dźwigni.

## Produkcja
Choć pierwotnie seria miała być trylogią, przy zapowiedzi Czarnej plagi została zredukowana do dwóch epizodów w wyniku nieokreślonych problemów z poprzednim wydawcą, Lexicon Entertainment. Ta część została wydana przez Paradox Interactive. Twórcy byli zainteresowani opiniami graczy podczas rozwoju gry, co spowodowało zmiany w rozgrywce Czarnej plagi w stosunku do Przebudzenia, takie jak usunięcie możliwości walki z przeciwnikami, a także zmniejszenie konieczności polegania na znajdowanych notatkach. Później studio Frictional Games ogłosiło, że Czarna plaga otrzyma rozszerzenie o tytule Requiem, które zostało wydane w sierpniu 2008 roku.